# RAD51
RAD51 je eukariotski gen. Protein kodiran ovim genom je član RAD51 proteinske familije koja pomaže u popravci dvolančanih prekida DNK. Članovi RAD51 familije su homologni sa bakterijkim RecA i kvaščanim Rad51. Ovaj protein je visoko konzerviran kod većine eukariota, od kvasca do ljudi.

## Varijante
Dve alternativno splajsovane transkriptne varijante ovog gena, koje kodiraju zasebne proteina, su poznate. Transkriptne varijante koje koriste alternativne polyA signale postoje.

## Interakcije
možed da formira interakcije sa , , Serinska proteinska kinaza ATM, , , , ,  gen, , , , ,  i Protein Blumovog sindroma.

## Spoljašnje veze
- RAD51+Protein на 